# FC Thistle
Der FC Thistle (Football Club Thistle, auch bekannt als Glasgow Thistle und Bridgeton Thistle) war ein schottischer Fußballverein aus Bridgeton einem Stadtteil von Glasgow der von 1875 bis 1894 existierte. Der Verein war 1891 eines der Gründungsmitglieder der Scottish Football Alliance. Er war kurzzeitig Mitglied der Scottish Football League Division Two und wurde als der „unbedeutendste und am wenigsten erfolgreiche Verein“ beschrieben, der jemals in die Liga aufgenommen wurde. Der Verein spielte während der Zeit in der Scottish Football League im Braehead Park im Stadtteil Oatlands.

## Geschichte

### Ursprünglicher Verein
Der ursprüngliche FC Thistle gehörte zu den ältesten Fußballvereinen in Schottland und entstand im Zuge rudimentärer Versionen des Spiels. Es ist bekannt, dass sie bereits 1868 mit einer Vereinsstruktur aktiv waren, da Thistle in diesem Jahr der erste Gegner war, dem der älteste dokumentierte Verein des Landes, der FC Queen’s Park, gegenüberstand. Im Jahr 1873 wurde der Verein jedoch aufgelöst und viele seiner Mitglieder traten dem FC Eastern bei.

### Neugegründeter Verein
Der wiederbelebte FC Thistle wurde 1875 gegründet und spielte auf dem Glasgow Green, einem gleichnamigen Stadtpark in Glasgow. Da der Verein 1877 auch noch dort spielte, wurde zunächst die Mitgliedschaft im schottischen Fußballverband verweigert. Thistle war ein früher Rivale des FC Clyde, dessen erstes Gelände sich in der Nähe im Barrowfield Park befand, der bis 1877 die Heimat des FC Eastern gewesen war. Thistle trat 1883 der Glasgow Football Association bei und war 1891 ein Gründungsmitglied der Scottish Football Alliance die eine von vier Ligen in den 1890er Jahren in Schottland war.
Zu diesem Zeitpunkt hatte sich in der Nachbarschaft im East End Celtic Glasgow (1887) gegründet, das schnell größere Zuschauermengen anzog. 1892 konnte Thistle den Beechwood Park nach acht Jahren nicht mehr nutzen und zog in den Braehead Park im Stadtteil Oatlands um. Das zuvor als Hibernian Park bekannte Stadion war 1889 von Glasgow Hibernian erbaut worden, einem Verein der von Dissidenten von Celtic Glasgow gegründet und 1890 aufgelöst wurde. Dieser neue Standort lag am südlichen Ufer des Flusses Clyde, östlich von Hutchesontown, und etwa einen Kilometer entfernt vom Barrowfield Park, der Heimat des etablierten FC Clyde, am gegenüberliegenden Ufer.
Obwohl sie sich im Alliance-Wettbewerb schwer getan hatten (1891/92 waren sie Schlusslicht von 12 Teams und im darauffolgenden Jahr Fünfter von 10), wurden drei Spieler von Thistle für ein prestigeträchtiges Spiel der Städte Glasgow gegen Sheffield im Jahr 1892 ausgewählt. Thistle war einer der Vereine, die eingeladen wurden für die Saison 1893/94 in der neuen Division Two der Scottish League zu spielen. Das erste SFL-Spiel wurde am 19. August 1893 im Braehead Park ausgetragen, wobei Thistle gegen Hibernian Edinburgh mit 1:2 verlor. Sie konnten sich in der folge nicht in der Liga durchsetzen und erlitten einige schwere Niederlagen, darunter eine 1:13-Niederlage gegen Partick Thistle am 10. März 1894, die bis dahin größte Niederlage in einer schottischen Liga. Diese wurde nur durch die 1:15-Niederlage der Dundee Wanderers gegen den Airdrieonians FC in der folgenden Zweitligasaison 1894/95 übertroffen. Zum Zeitpunkt eines Heimspiels gegen Partick Thistle am 21. Oktober 1893 soll sich das Gelände im Braehead Park in einem desolaten Zustand befunden haben. Thistle trat am Ende ihrer ersten Saison aus der SFL aus und das letzte Ligaspiel wurde am 24. März 1894 vor Ort ausgetragen, wobei der besuchende FC Motherwell mit 8:1 gewann. Als Schlusslicht der Liga wurde im selben Jahr der Verein aufgrund von finanziellen Problemen aufgelöst, obwohl er bei einem Benefizspiel zwischen Sunderland und einer Mannschaft der Scottish Football League 118 Pfund einnahm. Ihr letztes Spiel war ein Freundschaftsspiel gegen den FC Clyde. 1898 wurde das Gelände von der Glasgow Corporation erworben und wurde Teil des öffentlichen Richmond Parks. Im frühen 21. Jahrhundert wurden teilweise Wohnungen auf dem Gelände gebaut.
Eine Gruppe von Thistle-Anhängern gründete fast sofort einen neuen Verein, den FC Strathclyde, benannt nach der Straße, in der der Beechwood Park stand.

## Namensgebung
Thistle bezeichnet die Distel, eines der schottischen Nationalsymbole. In Anlehnung an die Stacheln dieser Pflanze wurde der Club auch „The Jags“ genannt (englisch für Dorne).